# High Impact Games
High Impact Games  é uma desenvolvedora de jogos de vídeo inicialmente baseada em North Hollywood, Califórnia, formada por ex-membros das desenvolvedoras Naughty Dog e Insomniac Games. Eles mudaram-se para as suas atuais funções em Burbank, no final de 2007. Até ao momento, lançaram apenas dois jogos, Ratchet & Clank: Size Matters e Secret Agent Clank ambos para o PlayStation Portable. Ele foi lançado em 11 de março de 2007 na América do Norte e 28 de março de 2007 na Europa.